# Nado sincronizado no Campeonato Mundial de Esportes Aquáticos de 2013 - Rotina livre solo
A rotina livre solo do nado sincronizado no Campeonato Mundial de Esportes Aquáticos de 2013 foi realizada entre os dias 22 de julho e 24 de julho no Palau Sant Jordi em Barcelona.

## Calendário
| Fase          | Data        |
| ------------- | ----------- |
| Eliminatórias | 22 de julho |
| Final         | 24 de julho |

## Medalhistas
| Ouro                     | Prata               | Bronze              |
| Svetlana Romashina (RUS) | Huang Xuechen (CHN) | Ona Carbonell (ESP) |

## Resultados
| Pos.              | Nadadora                   | Nacionalidade   | Eliminatória | Eliminatória | Final  | Final |
| Pos.              | Nadadora                   | Nacionalidade   | Pontos       | Pos.         | Pontos | Pos.  |
| ----------------- | -------------------------- | --------------- | ------------ | ------------ | ------ | ----- |
| Medalha de ouro   | Svetlana Romashina         | Rússia          | 96.930       | 1            | 97.430 | 1     |
| Medalha de prata  | Huang Xuechen              | China           | 95.280       | 2            | 95.720 | 2     |
| Medalha de bronze | Ona Carbonell              | Espanha         | 94.260       | 3            | 94.290 | 3     |
| 4                 | Lolita Ananasova           | Ucrânia         | 91.990       | 4            | 92.740 | 4     |
| 5                 | Yukiko Inui                | Japão           | 91.570       | 5            | 91.600 | 5     |
| 6                 | Chloé Isaac                | Canadá          | 90.700       | 6            | 89.940 | 6     |
| 7                 | Despoina Solomou           | Grécia          | 89.680       | 7            | 88.800 | 7     |
| 8                 | Jenna Randall              | Reino Unido     | 87.970       | 9            | 87.590 | 8     |
| 8                 | Linda Cerruti              | Itália          | 88.580       | 8            | 87.590 | 8     |
| 10                | Ri Ju-Hyang                | Coreia do Norte | 84.600       | 11           | 84.910 | 10    |
| 11                | Estel-Anaïs Hubaud         | França          | 84.960       | 10           | 84.080 | 11    |
| 12                | Soňa Bernardová            | Chéquia         | 84.410       | 12           | 83.690 | 12    |
| 13                | Rebecca Kay Moody          | Estados Unidos  | 84.040       | 13           | 22     | 13    |
| 14                | Pamela Fischer             | Suíça           | 82.840       | 14           | 21     | 14    |
| 15                | Nuria Diosdado             | México          | 82.820       | 15           | 20     | 15    |
| 16                | Margot de Graaf            | Países Baixos   | 82.510       | 16           | 19     | 16    |
| 17                | Nadine Brandl              | Áustria         | 82.040       | 17           | 18     | 17    |
| 18                | Kyra Felßner               | Alemanha        | 80.060       | 18           | 17     | 18    |
| 19                | Etel Sanchéz               | Argentina       | 78.460       | 19           | 16     | 19    |
| 20                | Reem Abdalazem             | Egito           | 77.950       | 20           | 15     | 20    |
| 21                | Jana Labáthová             | Eslováquia      | 77.520       | 21           | 14     | 21    |
| 22                | Malin Gerdin               | Suécia          | 76.790       | 22           | 13     | 22    |
| 23                | Kalina Yordanova           | Bulgária        | 76.490       | 23           | 12     | 23    |
| 24                | Jennifer Cerquera Hatiusca | Colômbia        | 76.370       | 24           | 11     | 24    |
| 25                | Gu Se-Ul                   | Coreia do Sul   | 75.830       | 25           | 10     | 25    |
| 26                | Greisy Gomez               | Venezuela       | 74.100       | 26           | 9      | 26    |
| 27                | Ana Cekić                  | Sérvia          | 72.370       | 27           | 8      | 27    |
| 28                | Kirstin Anderson           | Nova Zelândia   | 71.650       | 28           | 7      | 28    |
| 29                | Violeta Mitinian           | Costa Rica      | 70.160       | 29           | 6      | 29    |
| 30                | Au Ieong Sin Ieng          | Macau           | 67.480       | 30           | 5      | 30    |
| 31                | Carmen Alfonso Rodriguez   | Cuba            | 65.260       | 31           | 4      | 31    |
| 32                | Samara Pattiasina          | Indonésia       | 65.010       | 32           | 3      | 32    |
| 33                | Emma Manners-Wood          | África do Sul   | 61.140       | 33           | 2      | 33    |
| 34                | Dhitaya Tanabunsombat      | Tailândia       | 54.960       | 34           | 1      | 34    |